# 司馬中原
司馬中原（1933年2月2日—2024年1月4日），本名吳延玫，生於江蘇淮陰，之後原籍登記為南京，臺灣國寶級作家，其代表性著作包含鬼故事、恐怖小說、歷史小說、散文及繪本等文類，有「鬼故事大師」之稱。

## 生平
吳延玫本籍江蘇淮陰，進私塾已由父親教導粗識文字，之後進私墊後卻逃塾，在滿七歲時插班小學三年級，一年半後該校因對日抗戰而關閉，因此肄業，10歲時父親去世後留下大量書籍，為自學之始:15-17。抗戰勝利時淮陰被共軍攻下，成為流亡學生，到鎮江讀臨時中學，之後投考江蘇省警員總隊，在南京時將本籍改為南京，之後隨警員總隊撤往上海，1949年5月18日隨該隊搭船離開上海，該隊在25日於臺灣高雄改編入國軍第八十軍。其自學而成，文筆卓越，於是擔任師旅新聞官等文職宣傳工作，與段彩華、朱西甯號稱「軍中三劍客」。之後任職陸軍步兵學校教材科參謀，後調任第二軍團部參謀，1962年以上尉軍銜退役。退役後專事寫作，寫作範圍相當寬廣。
司馬中原是1950年代文學代表作家之一，其鄉野、懷舊、武俠、《聊齋》式鬼怪通俗小說均頗有特殊之處。其主要作品有《狂風沙》、《荒原》、《失去監獄的囚犯》、《月光河》、《駝鈴》、《雲上的聲音》、《路客與刀客》、《大漠英雄傳》、《鄉野奇談》、《鬼話》、《醫院鬼話》、《春遲》等；其中，《春遲》獲得第12屆（舊制）國家文藝獎。另外，散文《火鷓鴣鳥》（選自散文集《雲上的聲音》）由國立編譯館選入國民中學國文教科書，被視為「以文字描繪聲音」的極佳示範文學作品。其歷史小說著作《狂風沙》在《亞洲週刊》1996年邀集海峽兩岸文化界人士舉辦的票選活動中，獲選為20世紀中文小說100強。
司馬中原曾擔任中華語文著作權仲介協會董事長，並在大學內兼任講師。
司馬中原晚年有失智跡象，其子女曾發現有一名陌生女子入住司馬中原的家，博取司馬中原的信任，並鼓動他找仲介賣房子，子女們十分擔心自己父親遭到詐騙。
2024年1月4日上午10點11分，司馬中原因急性肺炎逝世，享耆壽90歲。1月26日，總統蔡英文明令褒揚，全文如下：

　　知名作家司馬中原，本名吳延玫，豁達儒謹，茂才稟粹。少歲兵革燎原，流離轉徙；嗣隨政府播遷來臺，淬勉自學，囊錐露穎。迭任中華文藝月刊社社長、中國青年寫作協會暨中華民國著作權人協會理事長等職。平居宣勤筆耕，偏擅敘事手法，以史詩性小說、鄉野傳奇等題材揚聲，描述戰爭殘酷實景，透現時代故事張力；貫注鄉曲地域怪談，揭櫫人性正邪本心，體物寫志，磅礡淋漓；妙思迴雲，斐然成章，尤以《荒原》、《狂風沙》、《春遲》等經典稱頌。復跨足主持、廣播及推廣教育，諸如《今夜鬼未眠》、《午夜奇譚》等，融匯視聽言說技巧，彰顯社會教化理趣，刻深雋永，歷歷如繪，爰有「鬼故事大師」令名。曾獲頒全國青年文藝獎、教育部文藝獎、十大傑出青年金手獎暨國家文藝獎等殊榮。綜其一生，踐履普世人道關懷宏旨，見證國家歷史文化軌跡，大匠運斤，翰苑瑰寶；績望遐緒，蓬島芳垂。遽聞嵩齡殂落，軫悼曷勝，應予明令褒揚，用示政府崇念宿彥之至意。

總　　　統　蔡英文　　　　

行政院院長　陳建仁　　　　

2024年1月27日，於臺北市第二殯儀館舉行告別式，由文化部政務次長李靜慧代表總統出席頒贈褒揚令。

## 家庭

### 父
吳隱觀，原名吳引官，漁溝鎮當地仕紳（一說為鎮長）:15。

### 妻
- 娶女青年工作大隊隊員吳惟靜（又名慶璋）為妻，兩人於民國四十二年（1953年）私婚[15]，民國一百零七年（2018年）十一月，妻子吳惟靜去世[16]。

### 子女
- 長子：吳融麾[17]
- 長女：吳融容[18][17]
- 次子：吳融賁，彩繪石頭藝術家[19]
- 三子：吳融戈[20]
- 四子：吳融昊，臺北市文山區興昌里里長[21]
- 五子：吳融哲[22][註 1]

## 主持節目
- 衛視中文台靈異節目：
  - 《今夜鬼未眠》（與郝劭文主持）
  - 《驚夜嚇嚇叫》（類戲劇）
- 中國廣播公司深夜節目《午夜奇譚》。在《午夜奇譚》中，司馬中原把自己親耳聽過或親眼見過的一些光怪陸離、鄉野奇譚說給聽眾聽，是當時熱門的廣播節目之一。

## 戲仿
藝人郭子乾在中華電視公司綜藝節目《綜藝萬花筒》扮演「司馬湯圓」戲仿司馬中原，劇中台詞「中國人怕鬼，西洋人也怕鬼，全世界的人都怕鬼。恐怖喔！恐怖到了極點喔！」膾炙人口。不過司馬中原曾表示此台詞是某位導播提供的，他「要歸還創作權給原作。」

## 作品
鄉野傳說系列
- 《路客與刀客》
- 《紅絲鳳》
- 《天網》
- 《荒鄉異聞》
- 《十八里旱湖》

秉燭夜談系列
- 《遇邪記》
- 《復仇》
- 《呆虎傳》
- 《野狼噑月》
- 《闖將》
- 《挑燈練膽》

其他
- 《石鼓莊》
- 《狂風沙》
- 《青春行》
- 《煙雲》
- 《綠楊村》
- 《啼明鳥》
- 《荒原》
- 《割緣》
- 《巫蠱》
- 《靈河》
- 《鄉思井》
- 《失去監獄的囚犯》
- 《孽種》
- 《湘東野話》
- 《月光河》
- 《駝鈴》
- 《雲上的聲音》
- 《大漠英雄傳》
- 《鄉野奇談》
- 《鬼話》
- 《醫院鬼話》
- 《春遲》
- 《藏魂罈子》
- 《吸血的殭屍》

## 演出
- 2013年賀歲片《變身》正式預告片擔任旁白

## 電視廣告
- 2013年8月全聯福利中心「Smart中元節」代言

## 軼聞
據司馬中原表示，他轉世時沒喝孟婆湯，因此帶前世記憶投胎

## 外部連結
- 台灣作家作品目錄資料庫——司馬中原 （页面存档备份，存于）
- 應鳳凰，《台灣文學花園》，2003，台北，玉山社
- 司馬中原的Facebook專頁